# Альянс «Наша Молдова»
Политическая партия «Альянс Наша Молдова» (рум. Partidul politic „Alianţa Moldova Noastră”) — политическая партия, существовавшая в Республике Молдова в 2003—2011 годах. 9 апреля 2011 года Альянс «Наша Молдова» проголосовал за поглощение Либерал-демократической партией Молдовы.

## Руководство
Лидер партии — Серафим Урекян, бывший Генеральный примар муниципия (мэр) Кишинёва.

## Состав
Альянс возник в 2003 при слиянии следующих политических сил:
- Социал-демократическая коалиция Молдовы, руководитель — экс-премьер-министр Думитру Брагиш
- Либеральная партия, один из лидеров — экс-президент Мирча Снегур.
- Независимая коалиция Молдавии, основана в 2001 Серафимом Урекяном, мэром Кишинёва.
- Демократическая народная партия Молдовы, основана в 1997.

## Результаты на выборах
На парламентских выборах 2009 года Альянс «Наша Молдова» вместе с другими оппозиционными силами не признала победы правящей Партии коммунистов, что привело к массовым беспорядкам.
На досрочных парламентских выборах 29 июля 2009 года Альянс «Наша Молдова» набрал 7,35 % голосов избирателей и вместе с другими оппозиционными силами сформировал правящий Альянс за Евроинтеграцию.
На досрочных парламентских выборах 28 ноября 2010 года Альянс «Наша Молдова» набрал 2,05 % голосов избирателей и не преодолел избирательный ценз в 4 %